# Semra Karaslan
Semra Karaslan (* 18. Januar 1998 in Kırıkkale) ist eine türkische Mittelstreckenläuferin, die auch im Hindernislauf an den Start geht.

## Sportliche Laufbahn
Erste internationale Erfahrungen sammelte Semra Karaslan im Jahr 2015, als sie bei den Jugendweltmeisterschaften in Cali im 1500-Meter-Lauf mit 4:32,15 min in der ersten Runde ausschied. 2017 gelangte sie bei den U20-Europameisterschaften in Grosseto nach 9:56,55 min Rang 13 im 3000-Meter-Lauf und 2019 belegte sie bei den U23-Europameisterschaften in Gävle in 9:58,25 min den sechsten Platz im Hindernislauf. 2020 zog sie in die Vereinigten Staaten und studierte dort an der University of Toledo. 2023 gewann sie bei den Balkan-Meisterschaften in Kraljevo in 9:47,76 min die Bronzemedaille im Hindernislauf hinter der Albanerin Luiza Gega und ihrer Landsfrau Tuğba Güvenç. Anschließend gewann sie bei den World University Games in Chengdu in 9:50,42 min die Silbermedaille hinter der Australierin Cara Feain-Ryan. Im Dezember wurde sie bei den Crosslauf-Europameisterschaften in Brüssel nach 39:24 min 53. im Einzelrennen. Im Jahr darauf belegte sie bei den Balkan-Meisterschaften in Izmir in 10:16,66 min den siebten Platz im Hindernislauf.
2023 wurde Karasland türkische Meisterin im 3000-Meter-Hindernislauf. Zudem wurde sie 2016 und 2019 Hallenmeisterin im 800-Meter-Lauf sowie 2015 auch über 1500 Meter.

## Persönliche Bestzeiten
- 800 Meter: 2:07,45 min, 15. Juni 2017 in Bursa
  - 800 Meter (Halle): 2:08,87 min, 3. Februar 2019 in Istanbul
- 1500 Meter: 4:21,53 min, 15. Mai 2021 in Toledo
  - 1500 Meter (Halle): 4:25,83 min, 28. Januar 2023 in Bursa
- 3000 Meter: 9:30,39 min, 14. Juni 2015 in Trabzon
  - 3000 Meter (Halle): 9:23,56 min, 29. Januar 2023 in Bursa
- 3000 m Hindernis: 9:33,95 min, 8. Juli 2023 in Bursa